# Emma von Frankreich
Emma von Frankreich (* 894; † 934) war eine westfränkische Königin.
Emma wurde als Tochter von König Robert I. und dessen Gemahlin Beatrix von Vermandois geboren. Im Jahr 921 heiratete sie Herzog Rudolf von Burgund, der 923 seinem Schwiegervater als König des Westfrankenreichs folgte. Das Paar hatte nur einen Sohn Ludwig (* 934), der jedoch nur wenige Jahre lebte.
Emma ist die erste westfränkische Königin, deren Krönung schriftlich dokumentiert wurde. Sie wurde nicht mit ihrem Mann gekrönt, sondern erst einige Monate nach ihm im Herbst 923 in der Kathedrale von Reims von dem Erzbischof von Reims – ein Umstand, den die Chronisten ihrer Zeit für erwähnenswert hielten.
Emma starb noch im Jahr der Geburt ihres Sohnes Ludwig, nachdem sie ihren Mann noch bei der Unterwerfung einer Revolte von Vasallen unterstützt hatte.